# Sigtuna glasbruk
Sigtuna glasbruk var ett glasbruk öster om Aludden utanför Sigtuna som existerade mellan 1874 och 1885.

## Historia
Glasbruket grundades av fabrikören Per Olof Hedlund, grosshandlare Carl Nordström och Carl Falk. Bolagsordningen fastslogs 25 september 1874.
Området valdes som byggnadsplats då den på grund av brandrisken låg på säkert avstånd från bebyggelsen inne i Sigtuna och i närheten av ångbåtsbryggan med trafik på Stockholm. Produktionen var främst tänkt att bestå av buteljer. Av bevarade handlingar visas att vad som producerades främst var Aseptin- och Amykosflaskor för Henrik Gahns AB och portvinsbuteljer.
1875 stod byggnaderna färdiga och i juli 1876 köpte Sigtuna glasbruks AB Aludden och i december 1876 blev Per Olof Hedlund disponent för bruket medan ingenjören Emil W. Edling blev teknisk rådgivare. På grund av lågkonjunktur inom buteljbranschen lades verksamheten ned redan efter drygt ett år. Först i slutet av 1879 återupptogs driften sedan man uppfört en ny glasugn och genomfört andra förbättringar.
Bruket såldes 13 december 1879 till apotekaren Erik Gustaf Åman den i bolaget kvarstående Carl Falk. 19 september 1880 drabbades dock Sigtuna av en brand. Glasbruket såldes 30 oktober 1880 vidare till Axel Rothlieb, som i sin tur 28 januari 1881 sålde det vidare till grosshandlaren Carl Nordström. En ny brand drabbade glasbruket 13 november 1881. 25 juli 1882 såldes glasbruket vidare till hyttmästaren Frans Hirsch som redan i 16 oktober 1882 sålde det vidare till Glasindustriaktiebolaget med hyttmästaren Johan A. Hirsch som huvudintressent. En ny brand drabbade glasbruket natten mellan 4 och 5 maj 1884. Vid en efterföljande rättegång visades att bränderna anlagts av Johan A. Hirsch, glasblåsaren J. A. Nyqvist och Carl Nordström, som ådragit sig stora skulder genom förluster för glasbruket.
I början av 1886 förklarades bolaget i konkurs. På glasbruksområdet uppfördes Sigtuna såg i början av 1900-talet. 1968-1971 bebyggdes området med enfamiljsvillor.